# Saison 2017-2018 de la Jeunesse sportive de Kabylie
Maillots
Dernière mise à jour : 8 juillet 2017.
Chronologie
Saison précédente Saison suivante
La saison 2017-2018 de la JS Kabylie est la 49e saison consécutive du club en première division algérienne. L'équipe s'engage aussi en Coupe d'Algérie.
Il s'agit de sa cinquante-cinquième saison sportive dans le football algérien. Les matchs se déroulent essentiellement en championnat d'Algérie de football 2017-2018 mais aussi en Coupe d'Algérie de football 2017-2018 (sa cinquante-deuxième participation).
La Jeunesse Sportive de Kabylie connaît en cette saison, une vague de changement puisque le directoire composé de Lakhdar Madjène et Saïd Zaououi a été dissout, ainsi que la dissolution du conseil de surveillance, remplacé par le conseil d'administration qui, à partir du 25 janvier 2018, est présidé par l'investisseur kabyle, Chérif Mellal, alors le quatrième président de la JSK depuis la destitution de Mohand-Chérif Hannachi.

## Matchs officiels
Le 27 août, en Ligue 1, le JSK débute officiellement sa saison. La phase-aller a été conclue par un match nul concédé à Tizi-Ouzou après une remontada de la part des Lions de Djurdjura face au Mouloudia Club d'Oran (3-3).

## Transferts

### Équipe professionnelle
| Nom                         | Poste             | Nationalité | Transfert | Date          | Provenance/Destination | Division                    |
| Arrivées                    |                   |             |           |               |                        |                             |
| Nabil Saâdou                | Défenseur         | Algérie     | 325 000 € | Mercato d'été | O Médéa                | Championnat d'Algérie de L1 |
| Ilyes Chetti                | Défenseur         | Algérie     | ?         | Mercato d'été | US Chaouia             | Championnat d'Algérie de D3 |
| Essaïd Belkalem             | Défenseur         | Algérie     | ?         | Mercato d'été | Libre                  | Agents libres               |
| Lyes Benyoucef              | Milieu de terrain | Algérie     |           | Mercato d'été | Paradou AC             | Championnat d'Algérie de L1 |
| Salim Boukhanchouche        | Milieu de terrain | Algérie     | 250 000 € | Mercato d'été | O Médéa                | Championnat d'Algérie de L1 |
| Adil Djabout                | Milieu de terrain | Algérie     | 275 000 € | Mercato d'été | US Biskra              | Championnat d'Algérie de L2 |
| Ali Guitoune                | Défenseur         | Algérie     |           | Mercato d'été | DRB Tadjenanet         | Championnat d'Algérie de L1 |
| Départ                      |                   |             |           |               |                        |                             |
| Koceila Berchiche           | Défenseur         | Algérie     | Libre     | Mercato d'été |                        |                             |
| Sofiane Khelili             | Défenseur         | Algérie     |           | Mercato d'été | USM El Harrach         | Championnat d'Algérie de L1 |
| Samir Aiboud                | Milieu de terrain | Algérie     | Libre     | Mercato d'été | ES Sétif               | Championnat d'Algérie de L1 |
| Mohamed El Hadi Boulaouidat | Attaquant         | Algérie     | Libre     | Mercato d'été | NA Hussein Dey         | Championnat d'Algérie de L1 |
| Touhami Sebie               | Défenseur         | Algérie     |           | Mercato d'été | CA Bordj Bou Arreridj  | Championnat d'Algérie de L2 |
| Mohamed Lamine Medjkane     | Défenseur         | Algérie     |           | Mercato d'été | JSM Skikda             | Championnat d'Algérie de L2 |
| Yacine Benabou              | Milieu de terrain | Algérie     | Libre     |               |                        |                             |

### Équipes réserves
| Nom    | Poste | Nationalité | Transfert | Date | Provenance/Destination | Division |
| Promus |       |             |           |      |                        |          |
|        |       |             |           |      |                        |          |

## Effectif professionnel (2017-2018)
Achour hamraoui Salah beawicha louenas afir gardien

Mouhend guessar   mohend kardous.    Tahar aisiouine.     Arezqi tizorin.    Défense centrale

Boukalfa afir.    Belqasem hamraoui.     Arrière droit
Bilal makhlouf.   Lyas a3rab.    Massi abou3rab.   Gaya houkoukas.  Arrière gauche
Marwan     mouhaman yahyaoui.   Afir farouq.   Milieu défensif

Houssine nezla.   Samir ait hemed.  Sami halil milieu de terrain

Boussad afir.   Youcef Merad anis ait dit.  Cha3bani Younes.  Allier

Younes kardous.   Rafik afir.  Zaki bena3wicha.   Buteurs 
Moqran afir.  Entreneure

## Tenues
Équipementier : Luanvi
Sponsor : Ooredoo, Sonatrach, Tassili Airlines.

Logo de Ooredoo, sponsor de la JSK
Logo de SONATRACH, sponsor de la JSK
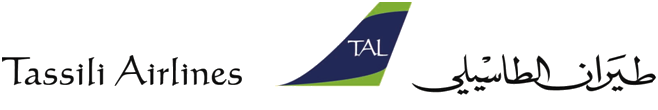
Logo de Tassili Airlines, sponsor de la JSK

Maillots officiels de la JSK pour la saison sportive 2017-2018 :
| Domicile | Extérieur | Alternative | Alternative | Gardien 1 | Gardien 2 |

## Saison

### Classement
| Rang | Équipe             | Pts | J  | G  | N  | P  | Bp | Bc | Diff | Qualification ou relégation |
| ---- | ------------------ | --- | -- | -- | -- | -- | -- | -- | ---- | --------------------------- |
| 10   | DRB Tadjenanet     | 37  | 30 | 10 | 7  | 13 | 33 | 41 | −8   |                             |
| 11   | CR Belouizdad      | 36  | 30 | 7  | 15 | 8  | 24 | 27 | −3   |                             |
| 12   | JS Kabylie         | 36  | 30 | 8  | 12 | 10 | 34 | 39 | −5   |                             |
| 13   | Olympique de Médéa | 36  | 30 | 8  | 12 | 10 | 23 | 32 | −9   |                             |
| 14   | US Biskra P        | 34  | 30 | 9  | 7  | 14 | 23 | 30 | −7   | Relégation en Ligue 2       |

### Résumé des résultats
Évolution du classement et des résultatsTerrain : D = Domicile ; E = Extérieur.
Résultat : D = Défaite ; N = Nul ; V = Victoire.

### Phase aller
|     | Dates        | Horaires      | Journées    | Adversaires    | Lieux des rencontres                    | Scores | Buts JSK             |
| --- | ------------ | ------------- | ----------- | -------------- | --------------------------------------- | ------ | -------------------- |
| 1er | 26 août 2017 | 19 h 00 UTC+1 | 1re journée | JS Saoura      | Stade du 1er-Novembre-1954 (Tizi Ouzou) | 1-1    | DJABOUT              |
| 2e  |              |               | 2e journée  | USM Blida      | Stade Mustapha-Tchaker (Blida)          | 2-3    | DJABOUT OUKACI YETOU |
| 3e  |              |               | 3e journée  | Paradou AC     | Stade du 1er-Novembre-1954 (Tizi Ouzou) | 1-1    | BOUKHENCHOUCHE       |
| 4e  |              |               | 4e journée  | NA Hussein Dey | Stade du 20-Août-1955 (Alger)           | 2-1    | -                    |
| 5e  |              |               | 5e journée  | DRB Tadjenanet | Stade du 1er-Novembre-1954 (Tizi Ouzou) | 1-0    | -                    |
| 6e  |              |               | 6e journée  | USM Bel-Abbès  | Stade 24-Février-1956 (Sidi-Bel-Abbès)  | 4-1    | -                    |
| 7e  |              |               | 7e journée  | USM El Harrach | Stade du 1er-Novembre-1954 (Tizi Ouzou) | 2-1    | -                    |
| 8e  |              |               | 8e journée  | MC Alger       | Stade 5-Juillet-1962 (Alger)            | 2-0    | -                    |
| 9e  |              |               | 9e journée  | US Biskra      | Stade du 1er-Novembre-1954 (Tizi Ouzou) | 0-0    | -                    |
| 10e |              |               | 10e journée | ES Sétif       | Stade du 8-Mai-1945 (Sétif)             | 0-0    | -                    |
| 11e |              |               | 11e journée | CR Belouizdad  | Stade du 1er-Novembre-1954 (Tizi Ouzou) | 2-2    | -                    |
| 12e |              |               | 12e journée | O Médéa        | Stade Imam-Lyès (Médéa)                 | 0-0    | -                    |
| 13e |              |               | 13e journée | CS Constantine | Stade du 1er-Novembre-1954 (Tizi Ouzou) | 1-2    | -                    |
| 14e |              |               | 14e journée | USM Alger      | Stade Omar-Hamadi (Alger)               | 0-0    | -                    |
| 15e |              |               | 15e journée | MC Oran        | Stade du 1er-Novembre-1954 (Tizi Ouzou) | 3-3    | -                    |

### Phase Retour
|     | Dates | Horaires | Journées    | Adversaires    | Lieux des rencontres                    | Scores | Buts JSK |
| --- | ----- | -------- | ----------- | -------------- | --------------------------------------- | ------ | -------- |
| 16e |       |          | 16e journée | JS Saoura      | Stade du 20-Août-1955 (Béchar)          | 2-0    | -        |
| 17e |       |          | 17e journée | USM Blida      | Stade du 1er-Novembre-1954 (Tizi Ouzou) | 1-1    | -        |
| 18e |       |          | 18e journée | Paradou AC     | Stade Omar-Hamadi (Alger)               | 2-0    | -        |
| 19e |       |          | 19e journée | NA Hussein Dey | Stade du 1er-Novembre-1954 (Tizi Ouzou) | 1-1    | -        |
| 20e |       |          | 20e journée | DRB Tadjenanet | Stade Lahoua-Smaïl (Tadjenanet)         | 1-0    | -        |
| 21e |       |          | 21e journée | USM Bel-Abbès  | Stade du 1er-Novembre-1954 (Tizi Ouzou) | 2-1    | -        |
| 22e |       |          | 22e journée | USM El Harrach | Stade du 1er-Novembre-1954 (Alger)      | 1-0    | -        |
| 23e |       |          | 23e journée | MC Alger       | Stade du 1er-Novembre-1954 (Tizi Ouzou) | 3-1    | -        |
| 24e |       |          | 24e journée | US Biskra      | Stade du 18-Février (Biskra)            | 1-1    | -        |
| 25e |       |          | 25e journée | ES Sétif       | Stade du 1er-Novembre-1954 (Tizi Ouzou) | 1-0    | -        |
| 26e |       |          | 26e journée | CR Belouizdad  | Stade du 20-Août-1955 (Alger)           | -      | -        |
| 27e |       |          | 27e journée | O Médéa        | Stade du 1er-Novembre-1954 (Tizi Ouzou) | -      | -        |
| 28e |       |          | 28e journée | CS Constantine | Stade Chahid-Hamlaoui (Constantine)     | -      | -        |
| 29e |       |          | 29e journée | USM Alger      | Stade du 1er-Novembre-1954 (Tizi Ouzou) | -      | -        |
| 30e |       |          | 30e journée | MC Oran        | Stade Ahmed-Zabana (Oran)               | -      | -        |

### Coupe d’Algérie

#### 1/32 de finale
|  | Date             | Adversaire                    | Lieu                                    | Score | Buteurs JSK  | Rapport |
|  | ---------------- | ----------------------------- | --------------------------------------- | ----- | ------------ | ------- |
|  | 28 décembre 2017 | Étoile sportive de Ben Aknoun | Stade du 1er-Novembre-1954 (Tizi Ouzou) | 1 - 0 | Benaldjia 8e | Rapport |

#### 1/16 de finale
|  | Date            | Adversaire      | Lieu                                    | Score | Buteurs JSK                | Rapport |
|  | --------------- | --------------- | --------------------------------------- | ----- | -------------------------- | ------- |
|  | 12 janvier 2018 | RCB Oued R'hiou | Stade du 1er-Novembre-1954 (Tizi Ouzou) | 2 - 0 | Benyoucef 6e Benaldjia 42e | Rapport |

#### 1/8 de finale
|  | Date           | Adversaire       | Lieu                                      | Score | Buteurs JSK | Rapport |
|  | -------------- | ---------------- | ----------------------------------------- | ----- | ----------- | ------- |
|  | 2 février 2018 | CRB Dar El Beïda | Stade Omar Benrabah, Dar El Beïda (Alger) | 1 - 0 | Yettou 47e  | Rapport |

#### 1/4 de finale
|  | Date         | Adversaire | Lieu                         | Score | Buteurs JSK                | Rapport |
|  | ------------ | ---------- | ---------------------------- | ----- | -------------------------- | ------- |
|  | 24 mars 2018 | USM Blida  | Stade 5 Juillet 1962 (Alger) | 2 - 1 | Benyoucef 71e Radouani 83e | Rapport |

#### 1/2 de finale
|  | Date          | Adversaire | Lieu                                 | Score                  | Buteurs JSK | Rapport |
|  | ------------- | ---------- | ------------------------------------ | ---------------------- | ----------- | ------- |
|  | 13 avril 2018 | MC Alger   | Stade Echahid Hamlaoui (Constantine) | 0 - 0 (5-4 aux t.a.b.) | -           | Rapport |

#### Finale
|  | Date         | Adversaire    | Lieu                         | Score | Buteurs JSK      | Rapport |
|  | ------------ | ------------- | ---------------------------- | ----- | ---------------- | ------- |
|  | 1er mai 2018 | USM Bel-Abbès | Stade 5 Juillet 1962 (Alger) | 1 - 2 | Adel Djerrar 56e | Rapport |

## Buteurs
| No.       | Nat.                 | Player               | Pos.      | L 1 | AC | TOTAL |
| --------- | -------------------- | -------------------- | --------- | --- | -- | ----- |
| 7         | Drapeau de l'Algérie | Mehdi Benaldjia      | MF        | 10  | 2  | 12    |
| 23        | Drapeau de l'Algérie | Nassim Yettou        | MF        | 6   | 1  | 7     |
| 10        | Drapeau de l'Algérie | Adil Djabout         | FW        | 6   | 0  | 6     |
| 6         | Drapeau de l'Algérie | Lyes Benyoucef       | MF        | 1   | 2  | 3     |
| 2         | Drapeau de l'Algérie | Saâdi Radouani       | DF        | 1   | 1  | 2     |
| 17        | Drapeau de l'Algérie | Salim Boukhanchouche | MF        | 2   | 0  | 2     |
| 11        | Drapeau de l'Algérie | Ziri Hammar          | MF        | 2   | 0  | 2     |
| 27        | Drapeau de l'Algérie | Juba Oukaci          | DF        | 1   | 0  | 1     |
| 5         | Drapeau de l'Algérie | Nabil Saâdou         | DF        | 1   | 0  | 1     |
| 19        | Drapeau de l'Algérie | Adel Djerrar         | MF        | 0   | 1  | 1     |
| 18        | Drapeau du Cameroun  | Steve Ekedi          | FW        | 1   | 0  | 1     |
|           | Drapeau de l'Algérie | Ahmed Mesbahi        | FW        | 1   | 0  | 1     |
| 20        | Drapeau de l'Algérie | Massinissa Tafni     | FW        | 1   | 0  | 1     |
| Own Goals | Own Goals            | Own Goals            | Own Goals | 2   | 0  | 2     |
| Totals    | Totals               | Totals               | Totals    | 35  | 7  | 42    |